# Urselia Díaz
Urselia Díaz Báez (Guanabacoa, La Habana, 21 de febrero de 1939-3 de septiembre de 1957) 

## Contexto
En el momento que el Movimiento 26 de Julio dirigido por Fidel Castro desde Sierra Maestra la otra alternativa, el Directorio 13 de Marzo, estaba un tanto centrado en la Universidad de La Habana.
Pronto el Movimiento 26 de julio se concentró en el terrorismo. Estos grupos tenían baja participación de elementos universitarios, que se agrupaban bajo el Directorio 13 de Marzo, y se centraban en captar elementos de los preuniversitarios y jóvenes trabajadores.

## Ursulina
En el Instituto de La Habana Urselia formó filas en las brigadas estudiantiles y en los grupos de acción, allí desarrolló una intensa actividad, no solo en la lucha clandestina, sino en talleres martianos, profundizando en la obra del Maestro.
Urselia se dedicaba a poner bombas por la ciudad para el Movimiento 26 de Julio en un momento en el que el terrorismo se había convertido en una preocupación de los órganos policiales que estaban dispuestos a utilizar cualquier método para terminar con el terrorismo. Eso unido a que en aquella época no existía la preocupación que existe hoy por los Derechos Humanos a nivel internacional.
Un testigo de la última misión de Urselia, el 3 de septiembre de 1957:[cita requerida]

Llega al café El Cristo, en Teniente Rey y Bernaza. Allí le esperan Sonia Oliver, Aurelio Peña, Manolito Gil, Yolanda de Armas, Antonio Sánchez, Newton Briones y otros. Después de distribuirse el trabajo, cuando las sombras comienzan a levantarse sobre la vieja ciudad, Urselia Díaz Báez va a realizar la operación en el América. Es la primera vez que dan bombas tipo reloj. No se sabe si funcionan bien.

Tomó su bomba y la fijó a su muslo con cinta adhesiva y se digió al cine América en Galiano y Concordia. Llegó al cine y entró y se sentó a ver la película. Sin darse cuenta, el tiempo pasó y de pronto se percató de que se había entretenido demasiado en la sala.
Entró en pánico, no sabía donde dejar la bomba, si en la sala, repleta de público, o en los baños. Se dirigió a los baños. Urselia fue hallada muerta en el baño, con el explosivo entre las manos.